# Effetto Rehbinder
L'effetto Rehbinder è un fenomeno chimico-fisico in cui la durezza e la duttilità di un materiale solido si riducono a causa della presenza di un film di sostanze tensioattive (surfattanti) sulla superficie.
È particolarmente rilevante nei processi di lavorazione meccanica dei metalli, in quanto può alterare significativamente le proprietà del materiale e i risultati della lavorazione.
Questo effetto comporta una riduzione dell'energia libera superficiale ({\displaystyle \Delta G_{superf}}) necessaria per la generazione di nuove superfici libere che, formandosi più agevolmente, comportano una migliore propagazione delle fratture nel materiale. In questo modo si favorisce la deformazione del materiale con l'applicazione di sforzi minori.
L'effetto prende il nome dallo scienziato sovietico Piotr Aleksandrovich Rehbinder, che lo scoprì nel 1928.

## Caratteristiche principali
L'effetto richiede la presenza combinata di uno stress meccanico e di un tensioattivo. Favorendo il movimento delle dislocazioni presenti nel reticolo cristallino del metallo, si riducono le forze di legame interatomico, rendendo il materiale più suscettibile alla deformazione.
Una spiegazione proposta per questo effetto è la riduzione dell'energia superficiale dei metalli grazie all'azione dei tensioattivi, che disgregano i film superficiali di ossidi presenti.
Le sostanze tensioattive si adsorbono sulla superficie del materiale, secondo un meccanismo denominato chemisorbimento dallo stesso P. A. Rehbinder. Questo fenomeno altera le forze interatomiche in prossimità della superficie del materiale, riducendo quindi le forze necessarie per la sua deformazione o frattura.
Osservazioni sperimentali e studi con surfattanti come il tetracloruro di carbonio (CCl4) o inchiostri marcatori hanno mostrato riduzioni significative delle forze di lavorazione, fino al 50% del totale. Sono stati inoltre rilevati cambiamenti nella morfologia del trucioli generati, attribuibili all'effetto Rehbinder, con i metalli che mostravano un comportamento simile a quello di materiali più fragili.

## Lavorazioni meccaniche
L'effetto Rehbinder riveste particolare importanza nelle lavorazioni meccaniche, poiché i lubrorefrigeranti distruibiti sulla superficie di un metallo riducono le forze di taglio.
L'effetto è utilizzato per ridurre le forze di lavorazione e modificare la formazione del truciolo, migliorando l'efficienza del processo che porta alla generazione dello stesso. È stato osservato che causa trucioli più sottili e uniformi, con una minore resistenza al taglio.
Nella microlavorazione, specialmente a scale in cui il processo di rimozione del materiale coinvolge interazioni a livello di grano, l'effetto Rehbinder diventa più evidente. Questo fornisce un modo per manipolare le forze di lavorazione e il comportamento del materiale utilizzando agenti tensioattivi, portando a una maggiore precisione di lavorazione e a una riduzione dell'usura degli utensili impiegati.